# 花鸟灯塔
花鸟灯塔是一座位于中国舟山群岛最北端、长江口至太平洋航线上的特大型灯塔，地理位置重要、规模巨大、功能齐全、历史悠久且具有国际影响。2001年6月25日，花鸟灯塔被中华人民共和国国务院公布为第五批全国重点文物保护单位之一。

## 历史沿革
花鸟灯塔又称“花鸟山灯塔”，坐落在花鸟岛（即花鸟山）西北角的山嘴上，地理位置为北纬30度51分，东经122度40分。花鸟岛位于长江口外，东海舟山群岛的最北端，嵊泗列岛的东部，属于浙江省嵊泗县，因多生菊花、水仙花，岛形呈飞鸟状而得名。
清朝末年，上海、宁波以及长江内河港口相继开埠，它们到日本以及太平洋的航线也日益繁忙。花鸟岛正处在这些航线的必经之所，而且附近岛礁极多，当时清海关海务科筹划设立的第一批灯塔中便有花鸟岛灯塔。最终花鸟灯塔由英国出资，从上海招来劳工建造，于1870年建成。此后灯塔也由英国管理，1916年进行了重修。太平洋战争爆发后的1943年，日本接管了灯塔，2次大戰期間曾遭飞机轰炸，但损伤极轻微。1950年灯塔由中華人民共和國接收，现归上海海事局管理。

## 灯塔特点
花鸟灯塔的塔身呈圆柱形，高16.5米，下部为白色，混凝土砖石结构，上部为黑色，材料主要是铁板。灯塔内部分四层楼面。塔顶为铜铸圆顶，装风向板。顶层使用巨大的玻璃作为墙体，安装有光源。其下一层有外置廊台，可凭栏远眺。灯塔周围还有无线电铁塔、发电房、机房、仓库、宿舍、码头等附属设施，整体占地约2.2万平方米，建筑和装饰均属欧式风格。
灯塔的导航方式非常齐全，有光波、电波和声波等，可为不同距离的船只提供不同的导航手段。聚光灯安装在灯塔顶层中央，采用2千瓦卤素灯，周围置四面透镜和旋转机组，每分钟旋转一圈，使聚光灯同时射出四道光线，射程为24海里。灯塔周边建有两座无线电铁塔，提供的无线电远距导航方式可每15分钟向船只呼号一次，报告船所在的经纬度。雾天时灯塔还提供近距离声波导航，每80秒连续鸣笛2次，每次声长1.5秒，声音传播范围4海里以内，是中国传音最远的雾号，当地俗称“老黄牛”叫。
花鸟灯塔地处中国沿海航线和长江航线的交叉点，东临公海，是上海港、洋山港、宁波舟山港等港口到日本、韩国以及其他远洋国际航线上不可或缺的导航设施，地位十分重要。它集中体现了19世纪末世界上最先进的航标科技水平，并且随着科技的进步，不断更新，历来是中国沿海数百座灯塔中规模最大、功能最齐全、设备最先进、历史最悠久的一座，在世界上也位居前列，素有“远东第一灯塔”之誉。